# Religion officielle
Une religion officielle est une religion disposant d'un statut et d'une reconnaissance légale dans un État.
Si une religion d'État peut aussi être considérée comme une forme de religion officielle, il est plus particulièrement question de religions officielles lorsqu'un État reconnaît un nombre limité de religions auxquelles il donne un cadre légal, par exemple de type concordataire, et éventuellement un appui institutionnel ou financier. Il facilite ainsi la pratique des religions officielles au détriment des religions non officielles, dont il peut limiter le culte voire l'interdire.
La reconnaissance de religions officielles se présente dans les pays où elle est en vigueur comme une garantie de la liberté religieuse, tandis qu'elle est dénoncée par ailleurs comme une violation de cette liberté, en définissant légalement quelles sont les religions reconnues ou ignorées, voire interdites pour certaines. Se pose en particulier la question des pratiques sectaires : ainsi, la scientologie est interdite en France en tant que secte, mais autorisée et reconnue comme religion dans de nombreux pays. La question de la liberté religieuse dépend ainsi du périmètre de ce qui est définissable comme religion établie dans l'infinité des croyances possibles.
Parmi les avantages dont disposent les religions officielles, on peut citer la collecte par l'État d'un impôt d'église (comme en Allemagne) ou la rémunération des ministres du culte (comme en Belgique ou en Alsace-Moselle). La reconnaissance d'une religion est parfois simplement symbolique.
L'assistance prêtée par un État à l'organisation d'une religion sur son territoire peut être assimilé à une forme d'officialisation d'un courant de pensée au sein d'un mouvement plus vaste. Ainsi, le Conseil français du culte musulman, placé sous l'égide du ministère de l'Intérieur, est censé représenter l'Islam en France, alors que le sunnisme est dépourvu de clergé, ou du moins que ce dernier n'est pas séparable de l’État dans le chiisme. Légalement, les multiples associations cultuelles musulmanes sont libres de s'organiser comme elles l'entendent, dans les limites de la loi de 1905.